# Фоллерсрода
Фоллерсрода (нім. Vollersroda) — громада в Німеччині, розташована в землі Тюрингія. Входить до складу району Ваймарер-Ланд. Складова частина об'єднання громад Меллінген.
Площа — 2,58 км2. Населення становить 209 ос. (станом на 31 грудня 2021).